# Henri Moreau de Melen
Pour les articles homonymes, voir Henri Moreau, Moreau et Melen (homonymie).
Henri Louis Eugène Ernest Marie, baron Moreau de Melen, né le 20 août 1902 à Liège et y mort le 31 mai 1992, est un homme politique belge, membre du parti social-chrétien.
Il est docteur en droit. Il est nommé baron en 1960. Il est inhumé à Boirs (Bassenge).

## Carrière
- Sénateur de l'arrondissement de Liège du 17 février 1946-1968.
- Ministre de la Justice du 27 novembre 1948-27 juin 1949.
- Ministre de la Défense nationale du 8 juin 1950-12 août 1950.
- Membre du Conseil Benelux interparlementaire de 1957-1965.
- Membre du Parlement européen dès le 29 juillet 1965.